# Opochtli

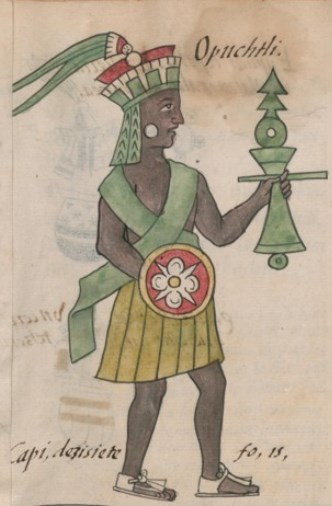
Arte representando o deus Opochtli

Opochtli era um deus mexicano que fazia parte do grupo de companheiros de Tlaloc, os Tlaloques. Diziam que era o inventor das redes de pesca e também de um instrumento para matar peixes, minacachalli.
Quando lhe faziam festa os pescadores e gente da água lhe ofereciam de comer e vinho (pulque) que eles mesmos utilizavam, assim como milho e incenso.
Diz um cronista: «A imagem deste deus é um homem desnudo e tingido de preto tudo, e a cara caipira, tirante às plumas de codorna; tinha uma corona de papel de diversas cores, composta a maneira de rosa, que as umas folhas sobrepujam às outras, e em cima tinha um penacho de plumas verdes que saíam de uma borla amarela».